# Bắc An Phụ
Phường Bắc An Phụ là một phường thuộc thành phố Hải Phòng.

## Địa lý
Phường Bắc An Phụ có vị trí địa lý:
- Phía bắc giáp phường Trần Nhân Tông và tỉnh Quảng Ninh.
- Phía nam giáp xã Nam An Phụ và phường Trần Liễu.
- Phía đông giáp phường Nhị Chiểu và phường Phạm Sư Mạnh.
- Phía tây giáp phường Lê Đại Hành.

## Lịch sử
Địa giới phường Bắc An Phụ trước đây đa phần thuộc thị xã Kinh Môn, tỉnh Hải Dương.
Ngày 12 tháng 6 năm 2025, Quốc hội ban hành Nghị quyết số 202/2025/QH15 về việc sắp xếp đơn vị hành chính cấp tỉnh (nghị quyết có hiệu lực từ ngày 12 tháng 6 năm 2025). Theo đó, sáp nhập tỉnh Hải Dương vào thành phố Hải Phòng. Khu vực thành lập phường Bắc An Phụ thuộc thành phố Hải Phòng.
Ngày 16 tháng 6 năm 2025, Ủy ban Thường vụ Quốc hội bàn hành Nghị quyết sắp xếp các đơn vị hành chính cấp xã thuộc thành phố Hải Phòng năm 2025. Theo đó, sắp xếp toàn bộ diện tích tự nhiên, quy mô dân số của phường Thất Hùng, xã Bạch Đằng, xã Lê Ninh và một phần diện tích tự nhiên, quy mô dân số của phường Văn Đức thành phường mới có tên gọi là phường Bắc An Phụ.
Căn cứ theo đề án sắp xếp đơn vị hành chính cấp xã của thành phố Hải Phòng năm 2025, phường Bắc An Phụ được thành lập từ:
- Toàn bộ diện tích tự nhiên là 7,45 km², quy mô dân số là 8.293 người của phường Thất Hùng;
- Toàn bộ diện tích tự nhiên là 6,74 km², quy mô dân số là 6.246 người của xã Bạch Đằng;
- Toàn bộ diện tích tự nhiên là 11,39 km², quy mô dân số là 8.170 người của xã Lê Ninh;
- Một phần diện tích tự nhiên 0,51 km², quy mô dân số là 71 người của phường Văn Đức, thành phố Chí Linh.

Phường Bắc An Phụ có diện tích tự nhiên là 26,10 km² (đạt 474,47% so với tiêu chuẩn) và quy mô dân số là 22.780 người (đạt 108,48 % so với tiêu chuẩn).
Về tên gọi, phường lấy tên 1 trong số 4 khu vực địa lý của huyện Kinh Môn trước kia để đặt cho tên phường.